# Манджиева, Евгения
Евгения Манджи́ева (род. 2 сентября 1985, Элиста) — российская модель и актриса калмыцкого происхождения. Она появлялась на обложках российского и китайского Vogue, регулярно участвовала в показах для Jean-Paul Gaultier, Marc Jacobs, Hugo Boss, Vera Wang, Vivienne Westwood и других брендов. С 2015 года начала карьеру в кино.

## Карьера
Манджиева родилась в Элисте, где окончила калмыцкий филиал Ростовского художественного училища. В 18 лет переехала в Москву и начала карьеру модели. В 2006 году заключила контракт с известным нью-йоркским модельным агентством Trump Models. Она снималась в рекламных кампаниях Costume National, MAC Cosmetics, Vera Wang, Garnier, Diesel, Moschino и Uniqlo. В 2008 году журнал Time назвал Манджиеву восходящей звездой.
С 2014 по 2016 год училась в Московской школе кино у актрисы Ингеборги Дапкунайте. Она дебютировала на большом экране с фильмом «Чайки», российской драмой на калмыцком языке, премьера которой состоялась на Берлинале 2015 года.

## Личная жизнь
С 2008 года замужем за Ильей Винокуровым, чемпионом по кайтбордингу.

## Фильмография
- Чайки (2015)
- Обмен (2017, короткометражный)
- Мёртвое озеро (2019)
- Угрюм-река (2020)
- Шерлок в России (2020)
- Рай горячее, чем ад (2021)
- Нулевой пациент (2022)
- Теория больших денег (2023)
- Хирург (2025)